# Novohorus obscurus
Novohorus obscurus es una especie de arácnido del orden Pseudoscorpionida de la familia Olpiidae.

## Distribución geográfica
Se encuentra en Florida (Estados Unidos). Fue descrita por Banks en 1893.